# بیلی برک
 بیلی برک (انگلیسی: Billie Burke؛ ۷ اوت ۱۸۸۴ – ۱۴ مهٔ ۱۹۷۰) یک هنرپیشه اهل ایالات متحده آمریکا بود.

## فیلم‌شناسی
از فیلم‌ها یا برنامه‌های تلویزیونی که وی در آن نقش داشته است، می‌توان به شبی در لیسبونف جادوگر شهر از، بکی شارپ، پدر عروس و پس از ساعت اداری اشاره کرد.

## مرگ
برک در ۱۴ مه ۱۹۷۰ در سن ۸۵ سالگی به دلایل طبیعی در لس آنجلس درگذشت و او در کنار زیگفلد در گورستان کنسیکو، والهالا، شهرستان وستچستر، نیویورک به خاک سپرده شد.